# Epidendrum brevivenium
Epidendrum brevivenium là một loài Epidendrum lan bản địa Peru và các tỉnh Pichincha, Napo, và Tungurahua ở Ecuador tại độ cao từ 2,8 đến 3,4 km.